# Jorge Sampaoli
Jorge Luis Sampaoli Moya (Casilda, Província de Santa Fe, Argentina, 13 de març de 1960) és un entrenador de futbol argentí. Ha dirigit la selecció de futbol de l'Argentina, i anteriorment també havia estat quatre anys dirigint la selecció de futbol de Xile.
S'ha consolidat com a entrenador de nivell internacional amb èxits com amb l'Emelec en aconseguir ser el millor equip del mes del món el juny de 2010 segons la IFFHS, i amb la Universidad de Chile obtenir quatre títols consecutius, l'Apertura 2011, el Clausura 2011, l'Apertura 2012, i la Copa Sud-americana 2011 (de forma invicta). Amb la xelecció de Xile va arribar als vuitens de final de la Copa del Món de 2014, i s'hi proclamà campió de la Copa Amèrica — per primer cop en la història de Xile — en l'edició 2015 de la competició.

## Trajectòria com a futbolista
Va iniciar la seva carrera a les categories inferiors de Newell's Old Boys. Com a jugador, va passar la major part de la seva trajectòria jugant al Club Atlètic Alumni (equip amateur de la Liga Casildense de l'Argentina), però una lesió de tíbia i peroné el va forçar a deixar els terrenys de joc als 20 anys.

## Trajectòria com a entrenador
La seva carrera com a entrenador no va ser fàcil, però sempre va mostrar compromís amb els seus objectius, com el 1995, quan dirigia el Club Atlético Belgrano d'Arequito, de la Liga Casildense, i se li va prohibir l'entrada a un partit; llavors es va enfilar a un arbre per seguir el duel i cridar les instruccions. Una foto d'aquesta escena va sortir al diari La Capital de Rosario, i va cridar l'atenció d'Eduardo José López, llavors president de Newell's Old Boys, qui li va oferir la banqueta del Club Atlético Argentino (club controlat per l'entitat rosarina). Sampaoli va estar a l'Argentino, a la primera B argentina fins a l'any 2000.

### Al Perú
El 2002, va fitxar pel Juan Aurich del Perú, el seu primer club com a entrenador de primera divisió. Durant la seva estada al club peruà només va dirigir 8 partits i en guanyà 1, de manera que va marxar el maig d'aquell mateix any.
A meitat d'any fou contractat per l'Sport Boys, on s'hi va estar durant el Campeonato Descentralizado de 2003 que no va acabar a causa de la vaga de futbolistes al Perú, i l'any següent va passar al Coronel Bolognesi. En aquest nou club hi va estar fins al 2005 i hi va retornar el juny de 2006 per dirigir-lo durant el Torneo Clausura de 2006 i la Copa Sudamericana d'aquell any.

### O'Higgins de Rancagua
A les darreries de 2007 va arribar a Xile per dirigir l'O'Higgins tot substituint Jorge Garcés. En la seva primera temporada va quedar tercer del torneig Apertura del campionat xilè de futbol, tot i que fou posteriorment eliminat als playoffs per l'Universidad de Chile. Va haver d'abandonar l'equip el 2009 degut als mals resultats.

### Emelec
El 2010 fou contractat per l'Emelec de l'Equador. Allà hi guanya el seu primer torneig, en quedar campió de la Copa del Pacífic 2010. A la Copa Libertadores 2010 va guanyar la primera fase, però fou eliminat en la fase de grups. El primer semestre de l'any va assolir el primer lloc de la primera etapa del campionat equatorià de futbol de 2010, cosa que li va donar la classificació per la final del torneig, a la Copa Sudamericana 2010 i a la Copa Libertadores 2011.
El juny de 2010, sota la seva direcció tècnica, Emelec va ser triat per la IFFHS com al millor equip del mes del món, l'única vegada que un club de futbol equatorià ha estat nomenat com el millor del planeta.
Al final de l'any va ser subcampió de l'Equador, malgrat que va ser el club que més punts va sumar durant el campionat, aconseguint una xifra històrica de 95 punts, fruit de 28 victòries, 11 empats i 6 derrotes.

### Universidad de Chile
El 15 de desembre de 2010 va ser nomenat director tècnic del Club Universidad de Chile de la Primera Divisió de Xile en detriment de Diego Simeone, el qual partia amb avantatge per ser l'entrenador blau. El diumenge 12 de juny de 2011 va aconseguir el seu primer títol professional com a entrenador de la Universidad de Chile, després del triomf d'aquest equip per 4-1 davant la Universidad Católica, remuntant un 0-2 en l'anada que li va permetre guanyar el Torneig Obertura xilè de 2011. Va complir a més amb tots els objectius plantejats, ja que al mes d'agost la «U» es va classificar per la Copa Sud-americana 2011, que es va sumar a la classificació a la Copa Libertadores 2012 (per haver estat campió del Torneig d'Obertura).
El 25 de setembre de 2011 va aconseguir amb el Club Universidad de Chile tenir 9 victòries consecutives en un inici de torneig, després de derrotar l'O'Higgins al Clausura 2011 xilè, establint el rècord de millor inici de campionat xilè. El rècord el tenia el Colo-Colo des de l'Apertura 2007 i Cobreloa des del campionat de 1978, ambdós equips amb 8 victòries.
El 14 de desembre de 2011, la U va aconseguir sota la seva direcció tècnica guanyar la primera competició internacional de la seva història: la Copa Sud-americana 2011 essent el millor campió en la història de l'esmentat torneig (campió invicte i només rebent 2 gols en contra). Un fet anecdòtic és que Sampaoli és l'únic entrenador campió d'una Copa Sud-americana que no va tenir una carrera com a futbolista professional, per una lesió de tíbia i peroné que el va marginar de l'activitat als 19 anys.
Quinze dies després d'obtenir el trofeu internacional, el 29 de desembre, va aconseguir el bicampionat en golejar el Cobreloa 3-0 a la final del Torneig de Clausura del Futbol Xilè, coronant un any pràcticament perfecte per l'elenc blau. A més amb aquest últim títol va aconseguir un nou rècord en la història del futbol xilè, la "Triple Corona", guanyant el Torneig Obertura 2011, la Copa Sud-americana 2011 i el Torneig Clausura 2011. A causa dels triomfs, va ser triat el 2011 com a segon millor entrenador d'Amèrica, per darrere de l'uruguaià Óscar Washington Tabárez, guanyador de la Copa Amèrica 2011. També va ser distingit com el setè millor entrenador del món de l'any 2011 segons la IFFHS.
Mesos més tard, Sampaoli va arribar amb la Universidad de Chile a semifinals de la Copa Libertadores 2012, essent primer en una fase de grups on va superar el CA Peñarol, el Godoy Cruz, i l'Atlético Nacional de Medellín; va vèncer el Deportivo Quito en vuitens de final; es va imposar en la tanda de penals al Libertad de Paraguai en quarts de final; i finalment va caure en semifinals contra Boca Juniors. Mentrestant, el 2 de juliol del mateix any va aconseguir el tricampionat nacional amb la "U", guanyant el torneig Apertura 2012 contra l'O'Higgins a la tanda de penals. Cal destacar que durant la seva direcció tècnica, en els mesos de juny, juliol, agost, setembre i octubre de 2012 (segons les estadístiques de la IFFHS), la Universidad de Chile es va situar com a segon millor equip del món, només superat pel FC Barcelona.
Un fet a destacar a més és que en els 2 anys que Sampaoli va estar al davant del Club Universitat de Xile va guanyar tres clàssicscontra el Colo-Colo (dos d'ells per golejada) : 2-1 (a l'abril de 2011), 5-0 (abril de 2012), i 4-0 (juny de 2012).
No obstant això, durant el segon semestre de 2012, Sampaoli no va poder reeditar els èxits dels seus primers tornejos amb el Club Universitat de Xile, perdent la Copa Suruga Bank 2012 per penals, perdent 2-0 a la Recopa Sud-americana 2012 (davant el Santos Futebol Clube del Brasil), arribant a quarts de final de la Copa Sud-americana d'aquell any, i caient en play-offs del torneig nacional contra la Unión Española. El mal moment en aquesta etapa amb el club, sumat al creixent interès que va despertar el seu estil de joc i els bons resultats que havia tingut mesos abans amb la Universitat de Xile en la direcció de la selecció xilena, van fer que l'entrenador decidís emigrar del club.
D'aquesta manera, el 2 de desembre de 2012, va dirigir el seu últim partit al capdavant de la Universitat de Xile, en la victòria 3-1 dels "blaus" davant de la Universidad de Concepción per la Copa de Xile, sent ovacionat per la multitud present a l'Estadi Municipal de Concepción. Amb això es posava fi a una de les èpoques més reeixides en la història de la Universitat de Xile (amb un tricampionat nacional, un torneig internacional, i múltiples resultats i estadístiques que el van deixar al capdamunt de l'àmbit continental).

### Selecció de futbol de Xile

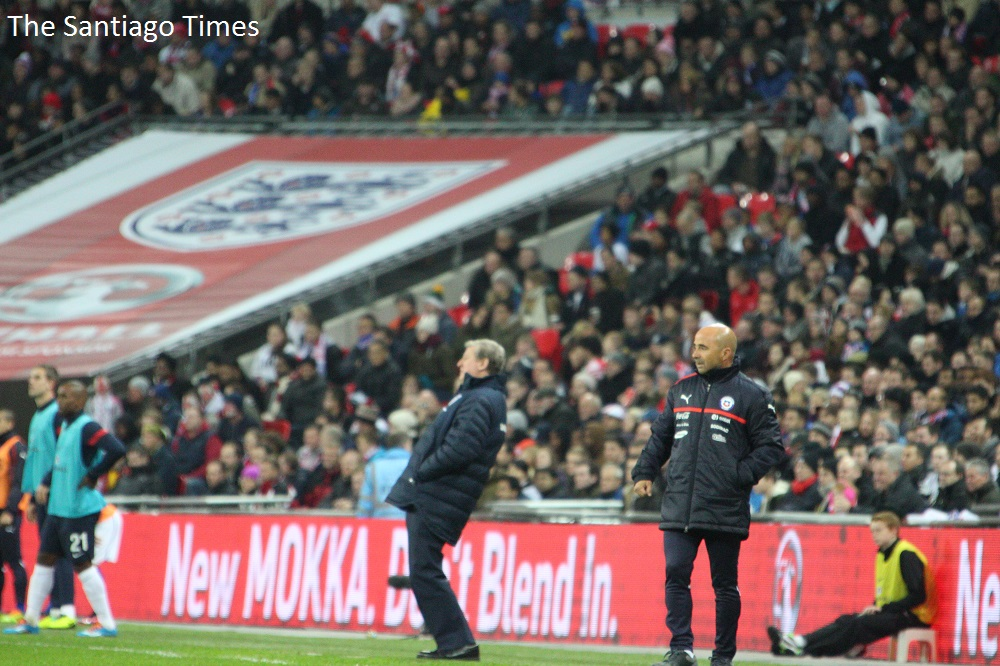
Sampaoli el 2013, durant un partit amistós de la selecció de Xile amb la selecció d'Anglaterra.

Després del seu reeixit pas pel Club Universitat de Xile, el 3 de desembre de 2012 va ser presentat oficialment com a nou director tècnic de la selecció de futbol de Xile, amb el desafiament principal d'aconseguir la classificació a la Copa Mundial del Brasil 2014.
Aquest mateix dia va viatjar a Europa amb l'objectiu de conversar amb diverses figures xilenes, entre els quals destaquen Claudio Bravo, Fabián Orellana, Arturo Vidal i David Pizarro, aquest últim amb la finalitat de convèncer-lo de tornar a la seva selecció. L'intent va ser infructuós, ja que el "fantasista" va manifestar posteriorment la seva negativa a jugar novament pel combinat xilè.
També intentaria tornar a comptar amb els serveis de Jorge Valdivia, marginat de la selecció en el procés anterior (que va dirigir Claudio Borghi) en el conegut cas "Bautizazo".
El 15 de gener de 2013 va dirigir el seu primer partit per la selecció de futbol de Xile amb una victòria per 2-1 davant del Senegal a l'Estadi La Portada de La Serena, aconseguint així, debutar amb bon peu en el nou procés de la selecció, a diferència dels processos anteriors de Claudio Borghi i Marcelo Bielsa, que es van estrenar amb un empat i una derrota, respectivament.
El 19 de gener d'aquell any va guanyar el seu segon partit al capdavant dels xilens enfront d'Haití per 3-0 en un partit disputat a l'Estadi Municipal de Concepción. Cal destacar que en aquests 2 últims partits la composició de "La roja" va ser només de jugadors que jugaven al país, ja que en no tractar-se de "Data FIFA", el seleccionador només va poder disposar dels jugadors que disputen la Lliga xilena.
El seu primer partit fora de Xile amb la selecció Xilena va ser contra la selecció d'Egipte el 6 de febrer. Es va disputar a l'Estadi Vicente Calderón de la ciutat espanyola de Madrid, amb triomf xilè per 2-1, sent el primer partit en el qual Sampaoli va poder comptar amb jugadors que militen en clubs estrangers com ara Claudio Bravo, Gary Medel, Eduardo Vargas, Arturo Vidal o Alexis Sánchez, entre d'altres.
El seu primer partit per les classificatòries Sud-americanes va ser una derrota 1-0 contra Perú a Lima, però a partir d'allí va acumular quatre victòries oficials consecutives (davant Uruguai, Paraguai, Bolívia i Veneçuela), un empat amb Colòmbia, i finalment un triomf davant l'Equador, que van permetre a Xile classificar-se per la Copa Mundial de futbol de 2014.
La seva reeixida campanya amb Xile li va valer ser reconegut pels seus col·legues com el "Millor Entrenador de la classificació de la Conmebol per a la Copa Mundial de Futbol de 2014", per sobre d'Alejandro Sabella i José Néstor Pékerman.
A la Copa Mundial de Futbol de 2014 va realitzar una correcta campanya amb Xile, arribant a vuitens de final després de caure amb el Brasil a la tanda de penals. Cal destacar que en la fase de grups va aconseguir amb la selecció vèncer al campió defensor Espanya per 2-0 i eliminar-lo de la competició. La seva forma de jugar va criticada, en haver optat per plantar l'equip sense un "deu", no haver convocat el defensa Marcos González, únic home d'alçada al darrere, i l'haver permès que Arturo Vidal jugués un partit amistós previ al mundial encara lesionat, cosa que el va portar a no poder jugar davant dels Països Baixos.

#### Sevilla FC
El 13 de juny de 2016 es va confirmar la seva arribada com a entrenador al Sevilla FC, malgrat que tenia un preacord amb el Granada CF, i va acabar signant el dia 27 de juny de 2016 un contracte per a les properes dues temporades amb el Sevilla FC.